# Henk Heidweiller

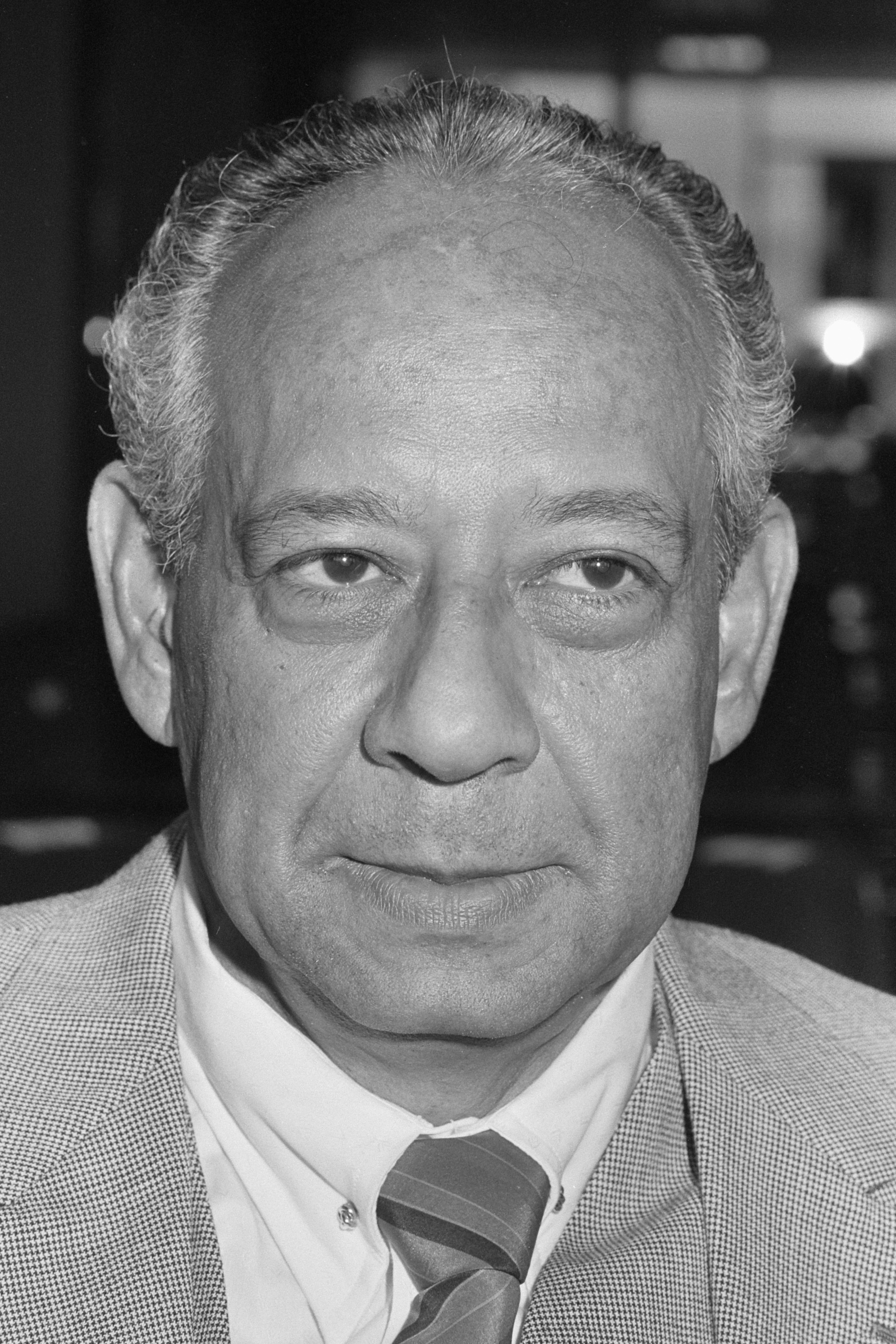
Henk Heidweiller (1984)

Henricus Augustinus Franciscus (Henk) Heidweiller (Paramaribo, 10 februari 1929 - aldaar, 26 augustus 1989) was een Surinaams diplomaat en politicus.
Na een rechtenstudie in Suriname en Nijmegen zat hij van 1958 tot 1967 voor de Progressieve Surinaamse Volkspartij (PSV) in het parlement. In 1962 werd hij hoofd van het bureau voor buitenlandse betrekkingen wat hij bleef totdat hij in 1968 gevolmachtigd minister werd bij de Nederlandse VN-missie in New York. Na de onafhankelijkheid van Suriname in 1975 bleef hij werkzaam in Amerika; eerst als Surinaams ambassadeur bij de VN en vanaf 1981 als ambassadeur in Washington. In deze periode heeft hij meerdere malen de Nederlandse en Amerikaanse regering op de hoogte gesteld van de instabiliteit en dreiging in Suriname. Ondanks zijn herhaaldelijke verzoeken aan beide regeringen om hulp te bieden bij de stabilisatie in Suriname vond hij geen gehoor en bleef hulp vanuit de Verenigde Staten en Nederland uit.
In 1984 volgde hij Henk Herrenberg op als ambassadeur in Nederland in een periode dat de relaties tussen Nederland en Suriname zeer slecht waren als gevolg van de Decembermoorden. In mei 1985 werd hij teruggeroepen nadat premier Udenhout had aangekondigd dat dat zou gebeuren omdat Suriname moest bezuinigen op de diplomatieke dienst en er deviezenproblemen waren. Waarschijnlijk had het meer te maken met het bevriezen van de ontwikkelingshulp als gevolg van de Decembermoorden. Na zijn vertrek zou Suriname in Nederland enige tijd slechts vertegenwoordigd worden door tijdelijk zaakgelastigden waaronder Carlo Spier. Pas in 1988 kwam er met Cyrill Ramkisor weer een Surinaamse ambassadeur in Nederland.
In Suriname werd Henk Heidweiller in maart 1986 de kabinetschef van Desi Bouterse. Zijn uitdrukkelijk voornemen hierin was om over te gaan tot het uitschrijven van algemene verkiezingen. Op 7 april 1987 volgde hij opnieuw Herrenberg op, maar nu als minister van Buitenlandse Zaken. Bij de verkiezingen van 25 november 1987, die zijn wens in vervulling zagen gaan met de eerste verkiezingen sinds de staatsgreep in 1980 door Bouterse, haalde de NDP slechts 3 zetels (Jules Albert Wijdenbosch, H.F.C. Watson, A.R.W. Jeroe). Eddy Sedoc werd op 26 januari 1988 door president Shankar beëdigd tot minister van Buitenlandse Zaken. Anderhalf jaar later stierf hij op 26 augustus 1989 aan de gevolgen van een ziekte waar hij reeds ruim een jaar aan leed.